# Электроника МС 0511
«Электроника МС 0511» (также известный под названием «УК-НЦ») — персональная микроЭВМ, советский учебный компьютер, разработанный для учебных заведений - школ, ПТУ, техникумов. Входит в состав КУВТ «Электроника МС 0202».
Разработан в НПО «Научный центр», г. Зеленоград. Главный конструктор — А. Е. Абрамов, зам. ГК А. Н. Полосин, ведущие разработчики: Н. Г. Карпинский, А. И. Половянюк, О. Л. Семичастнов, Б. Г. Бекетов, А. Д. Развязнев, И. О. Лозовой, М. И. Дябин, В. Л. Сафонов, И. Н. Селянко, В. Н. Дронов и др.
КУВТ МС 0202 был впервые представлен в начале 1987 года, но по нему было сделано множество замечаний. В итоге, в конце 1987 года он был принят государственной комиссией во главе с академиком А. П. Ершовым. Выпускался серийно с конца 1987 года на заводах Минэлектронпрома: «Квант» (Зеленоград), Солнечногорский электромеханический завод (СЭМЗ),  «Мезон» (Кишинёв), «Мион» (Тбилиси), «Нуклон» (Шяуляй). По некоторым сведениям, всего было выпущено около 310 000 ЭВМ, основная масса машин — в Зеленограде и Солнечногорске. Было сформировано и поставлено около 22 000 классов КУВТ УКНЦ. В 1991 году выпуск машин был прекращён из-за снижения спроса — начались первые поставки КУВТ на базе IBM PC-совместимых компьютеров.
Помимо учебного применения, на основе УКНЦ строились системы управления технологическими процессами, телеграфные концентраторы, системы бухгалтерского учёта, системы продажи ж/д билетов и другие системы.

## Электроника МС 0202
КУВТ «Электроника МС 0202» ([класс учебный вычислительной техники], он же КВУ (комплекс вычислительный учебный), также известный под названием «Электроника УК НЦ» (учебный компьютер Научного центра)) предназначался для использования в школах, техникумах, ПТУ и высших учебных заведениях для обучения основам информатики и вычислительной техники (ОИВТ) и был призван заменить КУВТ-86.
«УК НЦ» — двухмашинный комплекс, состоящий из центральной и периферийной машин, соединённых каналом связи. Комплекс состоял из рабочего места преподавателя (РМП, центральная машина, ЦМ) «Электроника МС 0511.02» и до 12 рабочих мест учащихся (РМУ, периферийная машина, ПМ) «Электроника МС 0511.01», соединённых локальной кольцевой сетью. Каждое рабочее место состоит из микро-ЭВМ Электроника МС 0511 и монитора — монохромного (МС 6105) или цветного (МС 6106). В состав РМП входили, помимо этого, накопитель на гибких магнитных дисках («Электроника НГМД-6022», «Электроника МС 5309» либо «Электроника МС 5310») и принтер (Д-100, Epson FX-800, Robotron СМ 6329.01 М).
Модификация «Электроника МС 0202.04» включала в себя только рабочее место преподавателя.

## Технические характеристики
Изделие «Электроника МС 0511» имело три исполнения, различающихся напряжением питания и наличием контроллера сетевого адаптера:
- Электроника МС 0511 — напряжение питания 42 В, контроллер СА У13.065.303
- Электроника МС 0511.01 — напряжение питания 220 В, контроллер СА У13.065.303
- Электроника МС 0511.02 — напряжение питания 220 В, контроллер СА отсутствует

Основные технические характеристики:
- Центральный процессор (ЦП): 16-разрядный КМ1801ВМ2 на тактовой частоте 8 МГц (внутренняя частота процессора 4 МГц), быстродействие — около 600 тыс. оп./с
- Периферийный процессор (ПП): КМ1801ВМ2, тактовая частота 6,25 МГц (внутренняя частота процессора 3,125 МГц), быстродействие — около 400 тыс. оп./с
- Память ЦП: ОЗУ — 64 Кбайт, доступно пользователю — 56 Кбайт
- Память ПП: ОЗУ — 32 Кбайт, из них доступно для запуска пользовательских подпрограмм — 22 Кбайт, ПЗУ — 32 Кбайт (четыре микросхемы масочного ПЗУ 1801РЕ2 с индексами 205..208)
- Видеопамять — 96 Кбайт (3 блока по 32 Кбайт)
- Режимы отображения: текстовый 24 строки по 10/20/40/80 символов (матрица символа — 8×11 точек), графический — 640 × 288 (более низкое разрешение по горизонтали обеспечивается масштабированием в 2, 4 или 8 раз, которое может применяться отдельно к каждой строке), 8 цветов на строку (из палитры 16). Также отображаются 2 дополнительных служебных строки.
- Клавиатура: «Электроника МС 7007», 88 клавиш
- Размеры: «Электроника МС 0511» — 448 × 290 × 80 мм
- Масса: 3,5 кг
- Потребляемая мощность: не более 25 Вт

Конструктивное исполнение — моноблок; системная плата, плата клавиатуры и блок питания размещаются в пластмассовом корпусе, совмещённом с клавиатурой.
Интерфейсы:
- Два видеовыхода (соединены параллельно)
- Параллельный порт для подключения принтера и других устройств по интерфейсам ИРПР, ИРПР-М (Centronics), обслуживался драйвером LP.SYS
- Последовательный порт «Стык С2» — функциональный аналог RS-232, с фиксированной скоростью обмена 9600 бит/с
- Интерфейс для подключения бытового магнитофона (скорость обмена — 1200 бит/с)
- Краевой 60-контактный разъём для подключения устройств по протоколу МПИ к магистрали ЦП. Практически единственным устройством был сетевой адаптер:
  - Сетевой адаптер (для машин, работающих в составе сети КУВТ УКНЦ[10]). Построен на основе БИС КР1801ВП1-065[11]. Локальная сеть — двухпроводная кольцевая, 57 600 бит/с, с контролем чётности, сетевой адрес 1..63 задавался переключателями на плате адаптера[12]; физически соединялись в сеть через коробки УС 3.649.001[13]; обслуживается драйвером MC.SYS[14].
- Два 48-контактных разъёма для подключения различных периферийных устройств к магистрали ПП, в том числе:
  - контроллера НГМД — устройство КМД УК (У13.065.013) на основе БИС КР1801ВП1-097[15] или −128 (обслуживается драйвером MZ.SYS)
  - электронного диска (существовали версии объёмом 128 Кбайт, 512 Кбайт и 1 Мбайт; разные модели обслуживались драйверами ED.SYS, QQ.SYS и ME.SYS[16])
  - различных кассет ПЗУ с интерпретаторами языков программирования Бейсик, Фокал и т. п.

В сохранившейся документации упоминается модификация УКНЦ Электроника МС-0512. Отличия от МС-0511:
- размеры: 364 × 206 × 76 мм
- клавиатура: 4.305.302
- интерфейс кассеты ПЗУ — отсутствует

Информация о запуске в серию отсутствует.

## Особенности
Особенностью УКНЦ является двухмагистральная архитектура с двумя одинаковыми процессорами КМ1801ВМ2. Центральный процессор выполняет задачи, определённые программами пользователя, а периферийный процессор выполняет логические функции контроллеров устройств ввода-вывода (клавиатуры, дисплея и др.), но его можно использовать и для запуска пользовательских задач. Между магистралями ЦП и ПП установлен высокоскоростной байтовый параллельный интерфейс обмена командами и данными. Кроме того, из магистрали ПП организован регистровый доступ к ОЗУ ЦП для передачи массивов данных между магистралями на фоне работы ЦП. Похожая архитектура используется в ДВК с контроллером цветного графического дисплея (КЦГД).
Другая особенность УКНЦ — организация видеопамяти в три плана по 32 Кбайт с доступом через регистры. Количество используемых планов определяет число одновременно отображаемых цветов: от 2 до 8 (из возможных 16). Регистровый доступ избавляет от необходимости выделять для видеопамяти основное адресное пространство, но замедляет работу. Для ускорения работы есть возможность использовать в качестве видеопамяти непосредственно адресуемую оперативную память. В то же время незадействованные планы видеопамяти можно использовать для хранения данных, например организовав виртуальный диск.
По-видимому, многие классы УКНЦ отличались невысокой надёжностью. Неисправности опытных образцов отмечались ещё на приёмо-сдаточных испытаниях, но эти замечания не вошли в итоговый акт комиссии.
Официально, по техническим условиям надёжность УКНЦ составляла 10000 часов наработки на отказ, 5000 часов — для КУВТ в целом.
Проверка, проведённая Комитетом народного контроля СССР, показала что наработка на отказ «Электроника МС0511» составляла менее 1 тыс. часов.
Причиной сбоев машины критики называли «несбалансированность тепловых режимов» и перегрев (кулеров в этих машинах не было).

## Программное обеспечение
Система команд КМ1801ВМ2 — это система команд PDP-11, с командами расширенной арифметики (MUL, DIV, ASH, ASHC). Команды арифметики с плавающей запятой (FADD, FSUB, FMUL, FDIV) реализуются программно.
Тем самым, УКНЦ частично совместим с PDP-11 и другими ЭВМ сходной архитектуры, в частности, с некоторыми машинами СМ ЭВМ, серией «Электроника-60», ДВК и БК. Полной двоичной совместимости с этими компьютерами нет из-за разницы в организации памяти и портов ввода-вывода.
При включении РМП появляется загрузочное меню.
На РМУ сразу начинается загрузка из сети.
Программное обеспечение УКНЦ включает в себя:
- операционная система — РАФОС, РУДОС, ФОДОС (клоны RT-11) либо RT11SJ
- управляющая программа локальной сети, для загрузки программ с РМП на РМУ через сеть
- языки программирования — Бейсик (Бейсик Вильнюс, Turbo Basic Олега Герасимова), Паскаль, Модула-2, Си, ассемблер MACRO-11, РАПИРА, Е-практикум, Lisp, Лого, Пролог, Форт, Фокал, Фортран
- прикладные программы — текстовые редакторы, электронная таблица, учебная СУБД и др.
- обучающие программы по школьным предметам
- текстовые игры — используют только возможности текстового режима: «Королевство Эйфория», «Сталкер», «Бармен», «Городки» и др.
- графические игры — «Замок гоблинов» (клон Lode Runner), Hot Line (Sokoban), «Кот-рыболов», «Castle», «Garden» и др.[22]
- файловый менеджер «PAF Commander» А. Петросяна

Практически всё программное обеспечение хранилось и распространялось на 5-дюймовых дискетах. Практически единственной известной программой, распространяемой на картридже, был «кассетный» вариант Вильнюс Бейсик.

## Модернизация
С 1994 года ЗАО «ЛИнТех» («Лаборатория информационных технологий») выполняло модернизацию классов УКНЦ. Разработка носила название Net-Rt11. В качестве головной машины использовался IBM PC-совместимый компьютер со специальной ISA-платой (на базе однокристальной микроЭВМ i8751), подключаемой к сети УКНЦ, модернизировалась сеть. Разработка была основана на аналогичной модернизации для КУВТ «Корвет». В результате скорость работы сети повышалась до 375 Кбит/с, на РМУ появлялась возможность работать в операционной системе RT-11 с доступом к 8 логическим дискам до 16 МБ каждый. Всего было модернизировано 3500 школ. Цена модернизации класса в 1994 году составляла 600 долл. На данный момент вся техническая документация, включая схемы плат и прошивки, доступна для создания реплик с разрешения бывшего директора фирмы.
Для использования совместно с Net-Rt11, ООО «Алтер-Вест» предлагала свою систему DOS-Line, позволяющую работать с каждого РМУ в режиме «Virtual PC», организовать многотерминальную работу в MS-DOS и Windows 3.11.
Net-Rt11 и DOS-Line были рекомендованы Министерством образования РФ для применения в школах.
Другим вариантом модернизации является использование УКНЦ в качестве терминала — через стык С2 специальным кабелем выполняется подключение к последовательному порту компьютера, работающего под управлением Linux.
В 1994—1995 годах кооператив «Электронные работы» выпускал адаптер для подключения жёсткого диска IDE, выполненный в виде стандартного модуля расширения. Жёсткий диск для ноутбуков формата 2.5" мог устанавливаться прямо внутри этого модуля. Кооператив также предлагал модернизацию сети NET128.
Серийно выпускался электронный диск на основе БМК К1515ХМ1 и микросхем памяти К565РУ7 в формате стандартного модуля расширения.
Радиолюбителями также выполнялось подключение к УКНЦ контроллеров MFM и IDE для использования внешних жёстких дисков. Также было несколько вариантов подключения «электронного диска».